# Webber Douglas Academy of Dramatic Art
Die Webber Douglas Academy of Dramatic Art in London war eine führende Schauspielschule. Nach ihrer rund hundertjährigen Geschichte wurde sie 2004 mit der Central School of Speech and Drama verschmolzen, einer ähnlich alten Gründung von Elsie Fogerty.
Ende 2005 wurde das vereinigte Institut als College-Konservatorium in die University of London integriert.

## Bekannte Absolventen
| - Joe Anderson - Martin Ball - Steven Berkoff - Hugh Bonneville - Christian Brassington - Emma Chambers - Giles Cooper - Charlotte Cornwell - Nicholas Courtney - Michael Denison - Anita Dobson - Ellen Dolan - Natalie Dormer - Minnie Driver - Steven Elder - Rupert Evans - JJ Feild - Julian Fellowes | - Hugh Fraser - Ruth Gemmell - Jenette Goldstein - Matthew Goode - Stewart Granger - Dulcie Gray - Eva Green - Rachel Gurney - Melanie Gutteridge - Jill Halfpenny - Siobhan Hewlett - Laurie Holden - Gareth Hunt - Tracy Ifeachor - Sue Johnston - Penelope Keith - Ross Kemp - Angela Lansbury - Sarah Lawson | - David Macmillan - Tom Mison - Nick Monu - Geraldine O’Rawe - Julia Ormond - Susan Penhaligon - Clara Perez - Alex Price - Miranda Raison - Sendhil Ramamurthy - Alex Reid - Amanda Root - Antony Sher - Kellie Shirley - Donald Sinden - Terence Stamp - Bill Treacher - Danitra Vance - Damon Younger |